# Hrašćina
Hrašćina is een dorp en gemeente in Kroatië, in de provincie Krapina-Zagorje. In 2001 telde de gemeente 1826 inwoners, met een absolute meerderheid van Kroaten. Buiten het dorp Hrašćina met 115 inwoners (overigens niet het grootste dorp) omvat de gemeente ook de volgende plaatsen:
- Domovec - 136 inwoners
- Donji Kraljevec - 139 inwoners
- Gornjaki - 159 inwoners
- Gornji Kraljevec - 406 inwoners
- Husinec - 104 inwoners
- Jarek Habekov - 183 inwoners
- Maretić - 168 inwoners
- Trgovišće - 68 inwoners
- Vrbovo - 348 inwoners

Alle bevolkingsaantallen komen uit 2001.

## Politiek
Bij de gemeenteverkiezingen kwamen de volgende resultaten naar voren:
- HSS 229 stemmen (45,9%) – 6 zetels
- HDZ 104 stemmen (20,8%) – 2 zetels
- HND 102 stemmen (20,4%) – 2 zetels
- Lijst van M. Rusek 64 stemmen (12,8%) – 1 zetels

## Bekendheid
Hrašćina wordt bekend op 26 mei 1751, als de eerste meteorietinslag daar door vele ooggetuigen wordt gezien. Dit bewees dat 'vallende sterren' echt bestonden.